# Nancy Patricia Gutiérrez
Nancy Patricia Gutiérrez Castañeda, née le 16 octobre 1963 à Girardot, est une avocate et femme politique colombienne. 
De 2018 à 2020, elle occupe le poste de ministre de l'Intérieur sous la présidence d'Iván Duque.